# 清虚观
37°12′23″N 112°11′03″E / 37.20639°N 112.18417°E
清虚观是一座大型道教建筑群，位于中华人民共和国山西省平遥县县城古城街道东大街109号，古城下东门内，距离平遥城墙的下东门（亲翰门）仅有100米。平遥县博物馆设于此处。观内已无道士修行。已列为全国重点文物保护单位。

## 历史
清虚观始建于唐显庆二年（657年），原称太平观，一说建于唐高宗之末年 。北宋治平元年（1064年），宋英宗赐名清虚观。宋徽宗大观三年（1109年），礼部学士郝纯授命还乡，在清虚观济众发药，留有题字刻石。金明昌六年（1195年），彰善里王寅发起维修清虚观，知观道士张致渊刻石。
元初，清虚观改称太平兴国观，为全真教掌教人、清和真人尹志平（1169-1251年）住持之地。尹志平掌教十一年（1227-1238 年）后隐居，继任的掌教李志常（1193-1256年）掌教十八年（1238-1256年）。元宪宗二年壬子（1252年）七月十五日，蒙哥皇帝下旨改名太平崇圣宫。清代复称清虚观。

## 建筑
清虚观规模宏大，保存完整。整个建筑群坐南朝北，占地5890.9平方米，共三进院落，主要建筑有中轴线上的牌坊、山门、龙虎殿、纯阳宫、三清殿、玉皇阁，以及两侧的配殿。现存建筑包括元、明、清三代遗构，其中龙虎殿为元代建筑，余为明清所建。

### 牌坊
牌坊为木构二柱式，单檐歇山顶。

### 山门
山门建于清代，面阔五间，悬山顶。

### 龙虎殿
龙虎殿为元代的旧山门，体量庞大，面阔五间，进深六椽，单檐歇山顶，柱头斗栱四铺作。飞檐高挑，颇有古韵。明间为通道。前后出廊，前廊下左右分别塑有青龙星君像和白虎星君像两尊泥塑，高近5米，分别手持戟和剑，怒目对视，形成守护之势，墙上浮雕龙虎腾云图案。

### 纯阳宫
献殿名为纯阳宫，面阔三间，进深五椽，六檩卷棚顶，前檐带抱厦。

### 三清殿
三清殿为清虚观的正殿，紧邻纯阳宫，屋檐之间仅留出一线天。它建于明万历二十八年（1600年），面阔五间，进深八椽，单檐歇山顶。殿身前出廊檐，檐下用五踩重昂斗拱，用以缓和与纯阳宫之间的局促氛围。远观纯阳宫与三清殿，形同一座造型复杂而优美的单体建筑，一间、三间、五间层层叠退。

### 玉皇阁
玉皇阁为最后一排建筑。原本为二层，下层为三眼砖砌窑洞，上层木楼阁毁于火灾。
第三进院落的窑殿和临时建筑，保存博物馆收藏的木雕、石刻等珍贵文物，包括北朝唐宋佛像、唐代墓志、明代道教木刻像、北朝造像碑等。纱阁戏人每阁表现一部戏剧的场景，原有36阁，现存28阁，由六合斋纸扎店艺人许立廷（许老三）制作于清光绪三十二年（1906年），包括《鸿门宴》、《斩黄袍》、《飞虎山》、《双带剑》、《狐狸缘》、《铁钉床》、《借伞》、《春秋笔》等。每阁高77厘米，宽83厘米，人物身高约50厘米，行当齐全，形象生动，木阁雕刻华美。春节期间举办社火活动时，纱阁戏人在市楼内展出。
清虚观保存有数通元代碑碣。除上文所提的元太宗九年（1237年）“清和真人题刻”石碣和元宪宗三年（1253年）“太平崇圣宫宣谕”石碣之外，尚有元世祖至元二十三年（1286年）石碣。三清殿现存元成宗大德元年（1297年）“八思巴文示谕碑”，碑阳和碑阴分别为八思巴文和汉字译文，此碑碑面在阴雨天气前会出现潮湿现象，透明且有灵光出现，称为“透灵碑”。

## 保护
2006年5月25日，清虚观公布为第六批全国重点文物保护单位，编号6-407。
- 临街牌坊、外墙及山门
- 龙虎殿
- 龙虎殿塑像
- 龙虎殿梁架
- 龙虎殿背面
- 纯阳宫
- 纯阳宫内部
- 三清殿
- 三清殿前檐斗拱
- 三清殿后檐斗拱
- 玉皇阁
- 玉皇阁内部